# Horribates bantai
Horribates bantai är en spindeldjursart som beskrevs av Muma 1989. Horribates bantai ingår i släktet Horribates och familjen Eremobatidae. Inga underarter finns listade i Catalogue of Life.